# Alexander Ramsay
Sir Alexander Robert Maule Ramsay (Londra, 29 maggio 1881 – Windlesham, 8 ottobre 1972) è stato un ammiraglio britannico.

## Biografia
Era il terzo figlio di John Ramsay, XIII conte di Dalhousie, e di sua moglie, Lady Ida Louisa Bennet, figlia di Charles Bennet, VI conte di Tankerville.

## Carriera
Entrò nella Royal Navy come cadetto sulla HMS Britannia nel 1894. Successivamente fece parte dell'equipaggio della HMS Majestic, la nave ammiraglia dell'ammiraglio Sir Walter Kerr.
Nel mese di ottobre 1911, fu aiutante di campo navale del Duca di Connaught, allora Governatore Generale del Canada. Nel 1913 fu ufficiale di artiglieria sulla HMS Infaticabile.
Partecipò a diverse importanti operazioni navali durante la prima guerra mondiale. Ha preso parte alla prima fase del bombardamento dei Dardanelli, nel novembre 1914, e poi a Gallipoli.
Nel 1928, assunse il comando della portaerei HMS Furious della Flotta dell'Atlantico. Fu promosso al grado di contrammiraglio nel 1933 e per i successivi cinque anni comandò le portaerei della flotta.
Servì come comandante in capo della East Indies Station (1936-1938).

## Matrimonio
Sposò, il 27 febbraio 1919 all'Abbazia di Westminster alla presenza di tutta la famiglia reale britannica, la principessa Patrizia di Connaught, figlia di Arturo, duca di Connaught e Strathearn e di Luisa Margherita di Prussia.
Ebbero un figlio:
- Alexander Arthur Alfonso David Maule Ramsay di Mar (21 dicembre 1919-20 dicembre 2000);

Il giorno delle nozze, la principessa Patrizia rinunciò volontariamente al titolo di "Principessa di Gran Bretagna e Irlanda" e lo stile di "Altezza Reale", e assunse lo stile di "Lady Patrizia Ramsay". Nonostante la rinuncia al titolo reale da parte di sua moglie, la coppia è rimasta membro della famiglia reale britannica. Parteciparono agli importanti eventi reali dei successivi 40 anni: nel 1937 all'incoronazione di Re Giorgio VI, nel 1947 al matrimonio della Principessa Elisabetta con Filippo, duca di Edimburgo, nel 1953 all'incoronazione della regina Elisabetta II e nel 1969 all'investitura del Principe Carlo a Principe di Galles..

## Morte
Morì l'8 ottobre 1972, all'età di 91 anni a Ribsden Holt, Windlesham. Fu sepolto al Royal Burial Ground.

## Ascendenza
|                                            |                                            |                                             | Genitori                                                 |  |  | Nonni |  |  | Bisnonni       |  |  | Trisnonni                                  |  |
|                                            |                                            |                                             |                                                          |  |  |       |  |  | 8. John Ramsay |  |  | 16. George Ramsay, VIII conte di Dalhousie |  |
|                                            |                                            |                                             |                                                          |  |  |       |  |  | 8. John Ramsay |  |  | 16. George Ramsay, VIII conte di Dalhousie |  |
|                                            |                                            | 17. Elizabeth Glen                          |                                                          |  |  |       |  |  | 8. John Ramsay |  |  |                                            |  |
| 4. George Ramsay, XII conte di Dalhousie   |                                            |                                             |                                                          |  |  |       |  |  | 8. John Ramsay |  |  |                                            |  |
|                                            |                                            | 9. Mary Delise                              | 18. Philip Delise                                        |  |  |       |  |  |                |  |  |                                            |  |
|                                            |                                            | 9. Mary Delise                              | 18. Philip Delise                                        |  |  |       |  |  |                |  |  |                                            |  |
|                                            |                                            | 9. Mary Delise                              | …                                                        |  |  |       |  |  |                |  |  |                                            |  |
| 2. John Ramsay, XIII conte di Dalhousie    |                                            | 9. Mary Delise                              |                                                          |  |  |       |  |  |                |  |  |                                            |  |
|                                            |                                            | 10. William Robertson                       | …                                                        |  |  |       |  |  |                |  |  |                                            |  |
|                                            |                                            | 10. William Robertson                       | …                                                        |  |  |       |  |  |                |  |  |                                            |  |
|                                            |                                            | 10. William Robertson                       | …                                                        |  |  |       |  |  |                |  |  |                                            |  |
| 5. Sarah Frances Robertson                 |                                            | 10. William Robertson                       |                                                          |  |  |       |  |  |                |  |  |                                            |  |
|                                            |                                            | …                                           | …                                                        |  |  |       |  |  |                |  |  |                                            |  |
|                                            |                                            | …                                           | …                                                        |  |  |       |  |  |                |  |  |                                            |  |
|                                            |                                            | …                                           | …                                                        |  |  |       |  |  |                |  |  |                                            |  |
| 1. Alexander Ramsay                        |                                            | …                                           |                                                          |  |  |       |  |  |                |  |  |                                            |  |
|                                            | 12. Charles Bennet, V conte di Tankerville | 24. Charles Bennet, IV conte di Tankerville |                                                          |  |  |       |  |  |                |  |  |                                            |  |
|                                            | 12. Charles Bennet, V conte di Tankerville | 24. Charles Bennet, IV conte di Tankerville |                                                          |  |  |       |  |  |                |  |  |                                            |  |
|                                            | 12. Charles Bennet, V conte di Tankerville | 25. Emma Colebrooke                         |                                                          |  |  |       |  |  |                |  |  |                                            |  |
| 6. Charles Bennet, VI conte di Tankerville | 12. Charles Bennet, V conte di Tankerville |                                             |                                                          |  |  |       |  |  |                |  |  |                                            |  |
|                                            |                                            | 13. Armandine Corisande de Gramont          | 26. Antoine Louis Marie de Gramont, VIII duca di Gramont |  |  |       |  |  |                |  |  |                                            |  |
|                                            |                                            | 13. Armandine Corisande de Gramont          | 26. Antoine Louis Marie de Gramont, VIII duca di Gramont |  |  |       |  |  |                |  |  |                                            |  |
|                                            |                                            | 13. Armandine Corisande de Gramont          | 27. Aglaé de Polignac                                    |  |  |       |  |  |                |  |  |                                            |  |
| 3. Ida Louisa Bennet                       |                                            | 13. Armandine Corisande de Gramont          |                                                          |  |  |       |  |  |                |  |  |                                            |  |
|                                            |                                            | 14. George Montagu, VI duca di Manchester   | 28. William Montagu, V duca di Manchester                |  |  |       |  |  |                |  |  |                                            |  |
|                                            |                                            | 14. George Montagu, VI duca di Manchester   | 28. William Montagu, V duca di Manchester                |  |  |       |  |  |                |  |  |                                            |  |
|                                            |                                            | 14. George Montagu, VI duca di Manchester   | 29. Susan Gordon                                         |  |  |       |  |  |                |  |  |                                            |  |
| 7. Olivia Montagu                          |                                            | 14. George Montagu, VI duca di Manchester   |                                                          |  |  |       |  |  |                |  |  |                                            |  |
|                                            |                                            | 15. Millicent Sparrow                       | 30. Robert Bernard Sparrow                               |  |  |       |  |  |                |  |  |                                            |  |
|                                            |                                            | 15. Millicent Sparrow                       | 30. Robert Bernard Sparrow                               |  |  |       |  |  |                |  |  |                                            |  |
|                                            |                                            | 15. Millicent Sparrow                       | 31. Olivia French Acheson                                |  |  |       |  |  |                |  |  |                                            |  |
|                                            |                                            | 15. Millicent Sparrow                       |                                                          |  |  |       |  |  |                |  |  |                                            |  |